# Sydney Airport
Sydney (Kingsford Smith) Airport (också känd som Kingsford-Smith Airport och Sydney Airport) (IATA: SYD, ICAO: YSSY) är en större flygplats belägen i Sydney i New South Wales i Australien. Flygplatsen är Australiens största och tjänar som hub för flygbolagen Qantas, Virgin Blue och Jetstar.

## Kommunikationer
Det finns två underjordiska järnvägsstationer i anslutning till terminalerna (Domestic för inrikes och International för utrikes) som är del av linjen Airport & East Hills Line, från vilka man kan ta sig till stadskärnan. Via buss kan man ta sig till de östra förorterna, St George och de västra inre områdena.
Metroad 1 är en motorväg som är det snabbaste sättet att med bil ta sig in till staden.

## Olyckor
Den 18 juni 1950 krockade en DC-3:a från Ansett Airways med ett koltåg tillhörande New South Wales Government Railways då järnvägen mot Port Botany korsade en av flygplatsens banor.

## Galleri

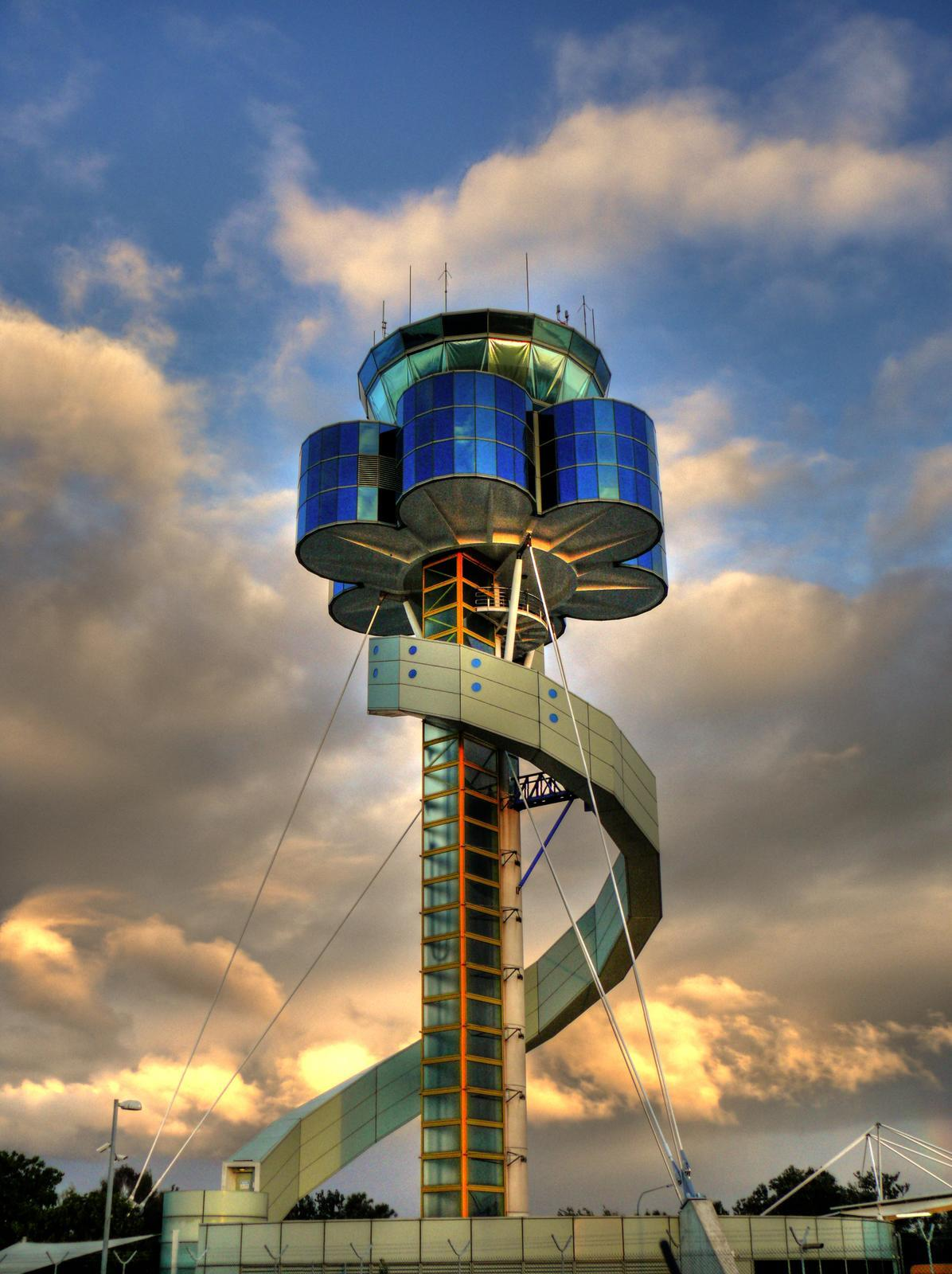
Flygledartornet
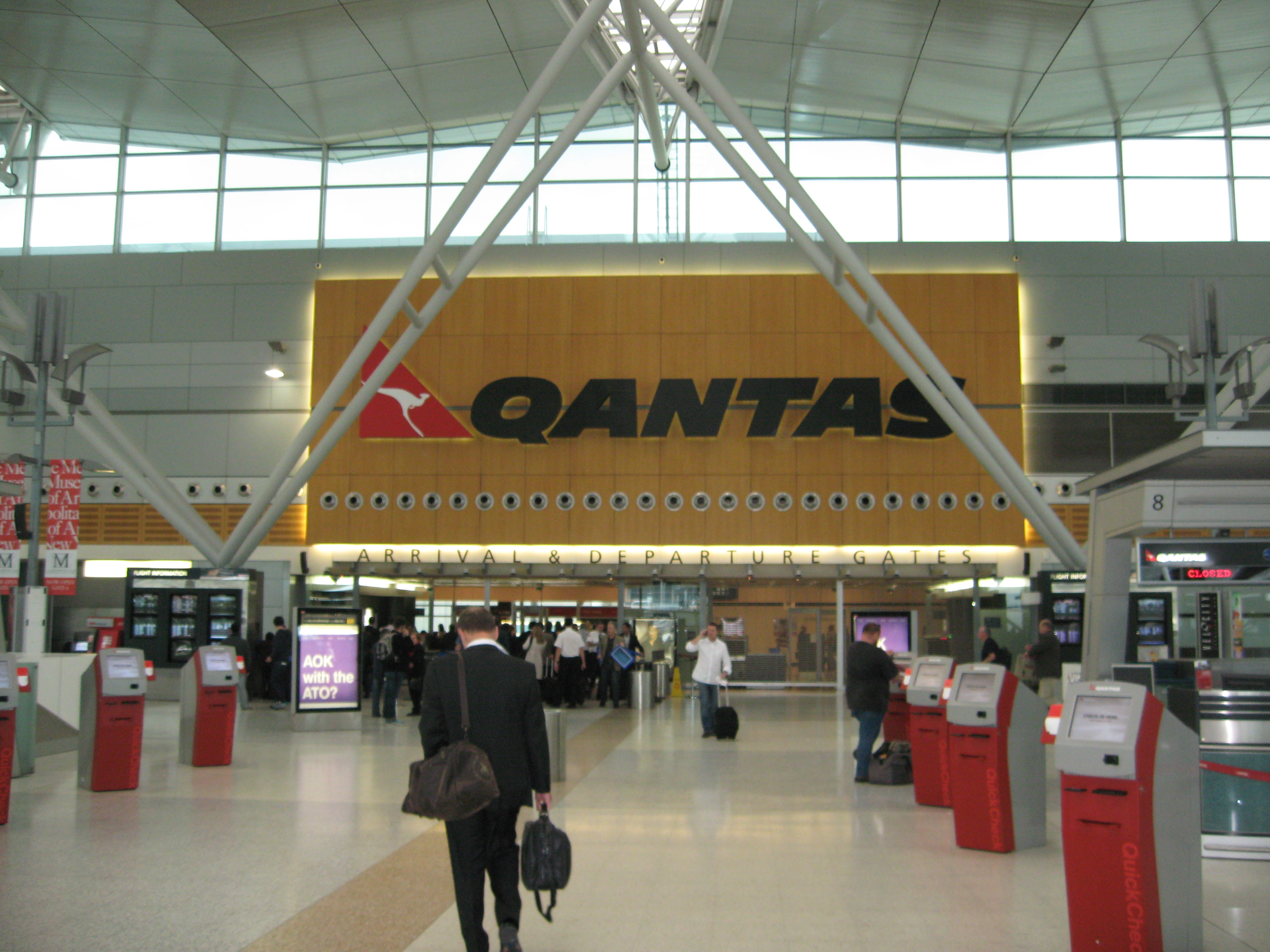
Avgångshall
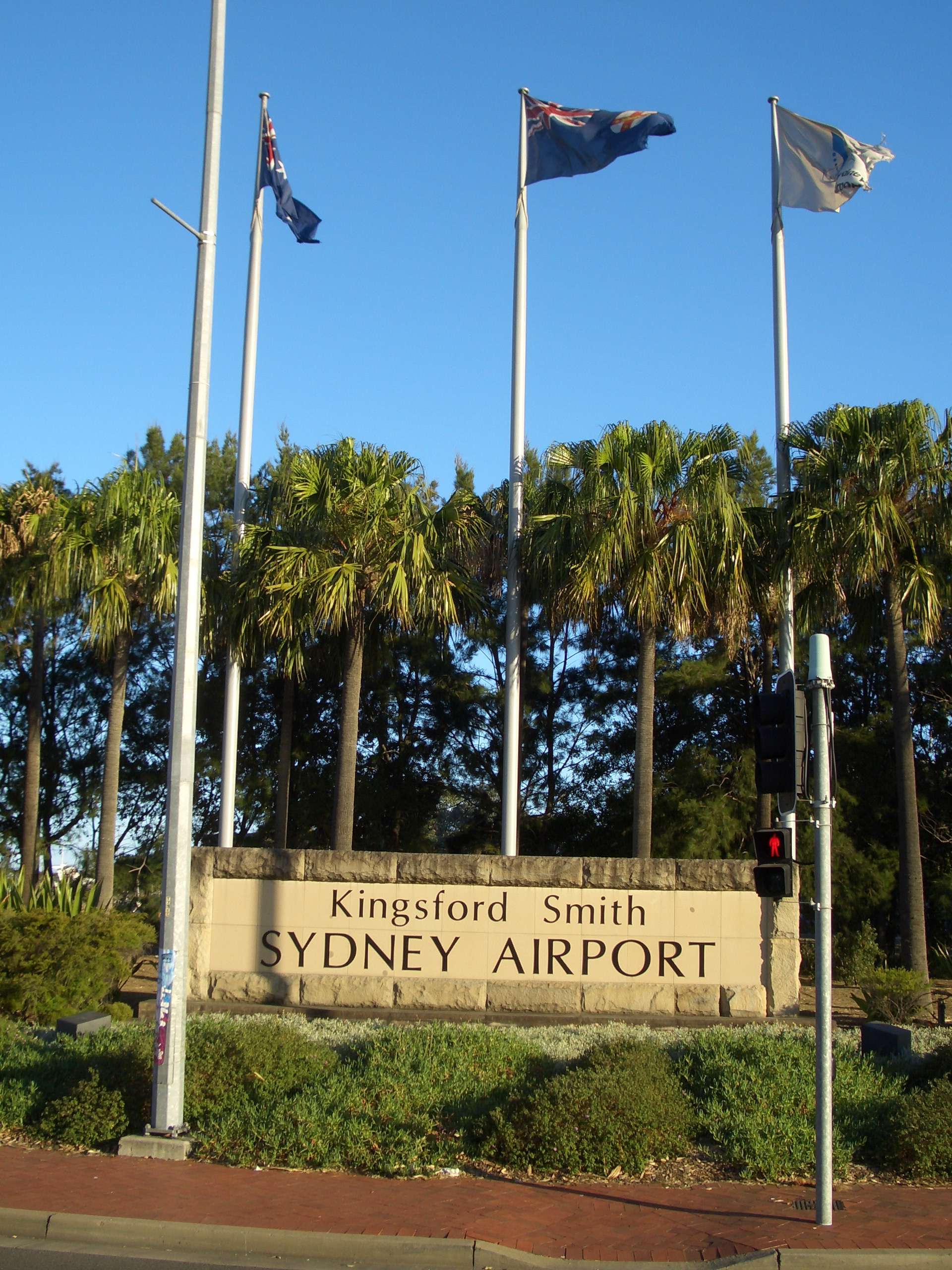
Välkomstskylt
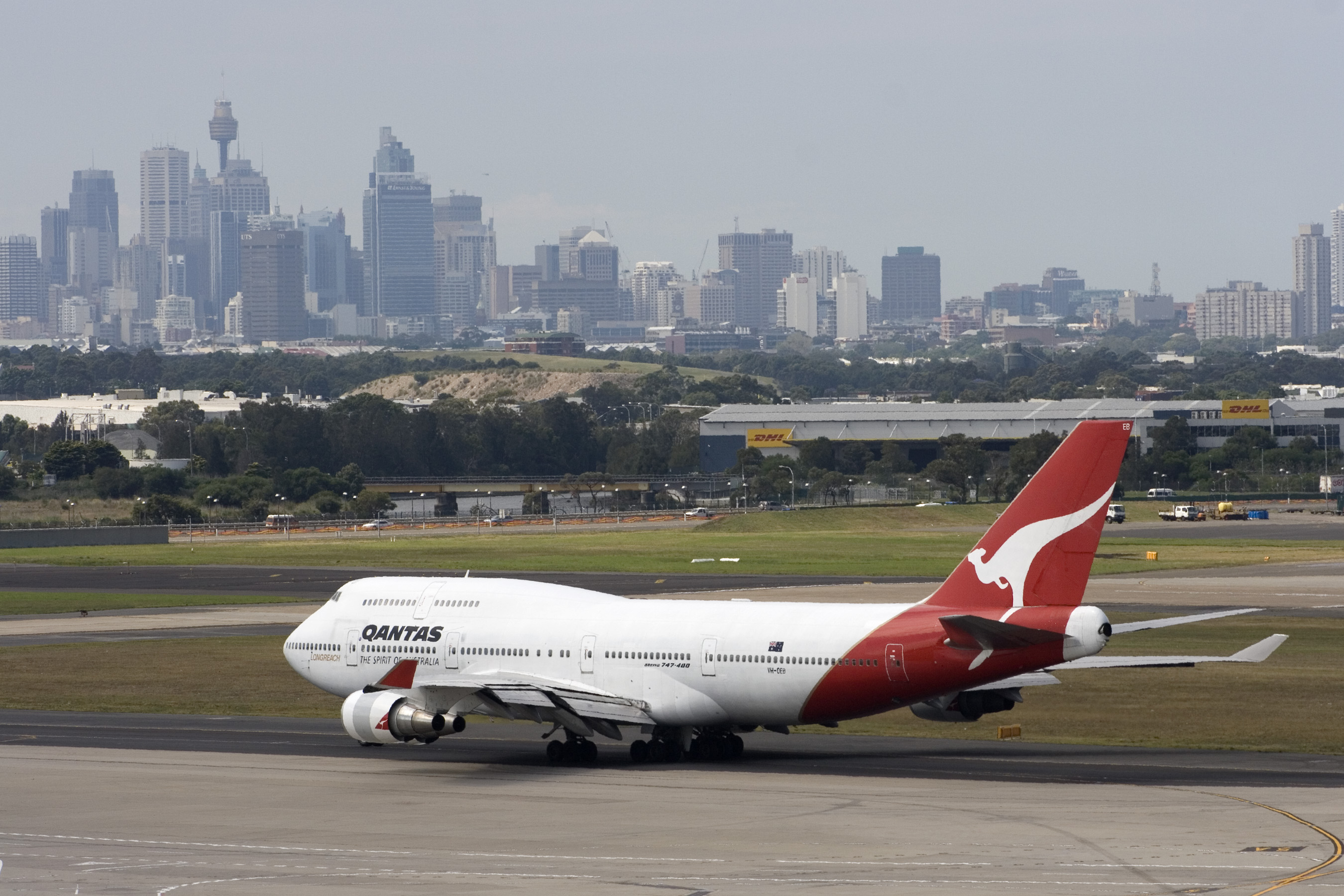
Qantas Boeing 747-400